# Braille finés
El Braille finlandés es la variación de este sistema de escritura, creado a mediados del siglo XIX por Louis Braille, usada por hablantes de finés no videntes en Finlandia. Al igual que otras versiones del mismo, el Braille finlandés se escribe usando una combinación de puntos ordenados.

## Alfabeto Braille finlandés
El Braille finlandés toma como referencia otras variantes para las letras compartidas con otros idiomas, aunque å, ä y ö usan otras combinaciones. Es de notar que, al no existir la letra ñ en finés, esta puede ser representada de igual forma que la n.
Cada carácter está compuesto por un arreglo de dos espacios horizontales por tres verticales en los que se colocan puntos. Es la cantidad y disposición de estos lo que define el carácter a representar.
| Braille finlandés | Braille finlandés | Braille finlandés | Braille finlandés | Braille finlandés | Braille finlandés | Braille finlandés | Braille finlandés | Braille finlandés | Braille finlandés |
| ----------------- | ----------------- | ----------------- | ----------------- | ----------------- | ----------------- | ----------------- | ----------------- | ----------------- | ----------------- |
| Tinta             | a                 | b                 | c                 | d                 | e                 | f                 | g                 | h                 | i                 |
| Braille           |                   |                   |                   |                   |                   |                   |                   |                   |                   |
| Tinta             | j                 | k                 | l                 | m                 | n o ñ             | o                 | p                 | q                 | r                 |
| Braille           |                   |                   |                   |                   |                   |                   |                   |                   |                   |
| Tinta             | s                 | t                 | u                 | v                 | w                 | x                 | y                 | z                 | å                 |
| Braille           |                   |                   |                   |                   |                   |                   |                   |                   |                   |
| Tinta             | ä                 | ö                 |                   |                   |                   |                   |                   |                   |                   |
| Braille           |                   |                   |                   |                   |                   |                   |                   |                   |                   |